# Леда і лебідь (Корреджо)

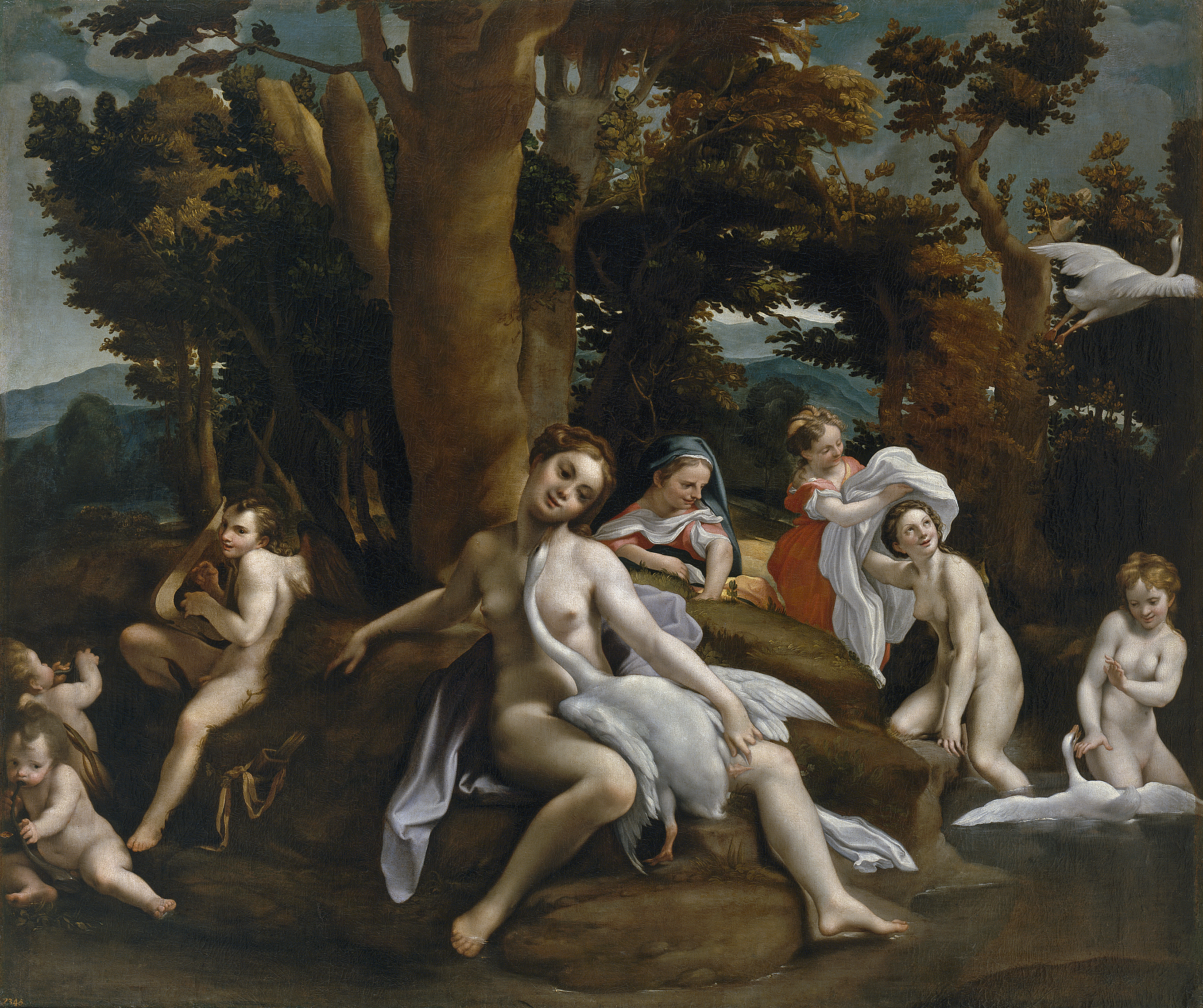
Копія 1604 року, зроблена Еухеніо Кахесом до того, як картина покинула Іспанію, показує стан оригіналу до того, як він був пошкоджений і відреставрований (Музей Прадо, Мадрид).

«Леда і лебідь» (відома італійською як «Леда») — картина, написана олією на полотні 1530–31 років італійського художника Корреджо, яка зараз зберігається у Берлінській картинній галереї. На ній зображено три сцени зваблення Леди Юпітером, який прийняв форму лебедя. Їхня перша зустріч зображена з правого боку, а їхнє кохання — в центрі, де Леда сидить з лебедем між стегнами, керуючи ним лівою рукою. Зліва їх супроводжують Купідон з луком і два амури з флейтами. У третій сцені (знову праворуч) лебідь відлітає, а Леда одягається. Леда і лебідь були поширеною темою в мистецтві XVI століття.

## Історія
Корреджо створив серію робіт під назвою «Amori di Giove або Любовні справи Юпітера» після успіху «Венера і Амур із сатиром». Зрештою, серія складалася з двох пар робіт, кожна з яких мала однакові розміри, хоча, можливо, художник планував, що їх буде більше. Точний порядок розташування чотирьох робіт досі обговорюється, хоча їхнє головне значення полягає в тому, що вони зробили внесок у розвиток світського та міфологічного живопису завдяки новому і надзвичайному балансу між натуралістичною передачею та поетичним перетворенням. Корреджо зробив дослідження «Леди і лебедя» Мікеланджело.
За «Життями художників» Вазарі «Леда та Венера» (тобто «Даная») були замовлені Федеріко II Гонзагою, герцогом Мантуї, як подарунок для Карла V, імператора Священної Римської імперії. Це підтверджується теорією про те, що Юпітер з’являвся праворуч у формі лебедя, а в «Данаї» — ліворуч у вигляді золотого дощу. Проте одне з останніх досліджень показує, що всі картини серії «Amori di Giove» були створені для Сала ді Овідіо (Кімната Овідія) у Мантуї (призначена для коханки герцога Ізабелли Боскетті) та перевезені до Іспанії лише після смерті Федеріко II у 1540 році, можливо, на одруженні інфанта Філіпа з Марією Емануелою д'Авіз (1543).
У 1601 році «Ганімед, викрадений орлом» і в 1603 році ця картина залишалася в іспанських королівських колекціях, і обидві були придбані того року Рудольфом II і вивезені до Праги. Пізніші власники картин були схожі на власників «Данаї» — вона переїхала до Швеції під час Тридцятилітньої війни, і Христина Шведська подарувала її кардиналу Дечіо Аццоліні; пізніше він був у знаменитій Орлеанської колекції, що належала Філіпу II, герцогу Орлеанського. Однак його побожний син Людивик вважав картину надто відвертою й пошкодив її ножем, завдавши непоправної шкоди обличчю Леди.
Залишки картини передали Шарлю-Антуану Койпелю, першому художнику короля, який намалював голову на заміну. У 1753 році картина була продана колекціонерові Паск'є, який доручив художнику Жаку-Франсуа Дельєну намалювати нову голову — у 1755 році граф Епіней купив її від імені Фрідріха Великого, який повісив її у своєму літньому палаці в Сан-Сусі. Її конфіскував Наполеон і знову відреставрував П'єр-Поль Прудон перед поверненням до Німеччини в 1814 році та розміщенням у музеях Берліна в 1830 році — там Якоб Шлезінгер намалював третю заміну голови Леди. Однак копія 1604 року показує, що навіть ця реставрація піддала цензурі оригінальну композицію Корреджо, надавши Леді цнотливого, а не оргазмічного виразу, і усунувши поворот її голови назад, який Корреджо спочатку задумав (подібно до Іо в його «Юпітер та Іо»).